# A (моторная яхта)
«A» — моторная яхта, спроектированная Филиппом Старком и Мартином Френсисом и построенная фирмой Blohm + Voss на верфи HDW в Киле. Яхта была заказана в ноябре 2004 года и передана заказчику в 2008 году. По неподтверждённым данным, стоимость яхты составляет 300 млн долларов США. Яхта имеет длину 119 м и водоизмещение 6000 тонн, что делает её одной из самых крупных яхт в мире.
Не следует путать с одноимённой парусной яхтой, спущенной на воду в 2017 году и также использовавшейся Мельниченко.
Дизайн яхты, названной по первым буквам имён Андрея и Александры Мельниченко, вызвал самые разные мнения. Яхту сравнивают с подводными лодками и военными кораблями, а журналисты сошлись во мнении, что «это самый привлекательный и отталкивающий корабль в мире».

## Провенанс
Как обычно бывает с роскошными яхтами, на момент спуска на воду об A было известно очень немного. Верфь Blohm + Voss выпустила в декабре 2004 года пресс-релиз, в котором строительство упоминалось как Проект Sigma, и под этим именем яхта была известна в ходе строительства. При этом указывалась длина 118 м (на метр короче реальных параметров), а дизайнерами были названы Филипп Старк и архитектор-корабел Нил Уэйд. По некоторым заявлениям, Старку понадобилось всего 3,5 часа, чтобы нарисовать окончательный эскиз, чей скошенный в обратную сторону нос и форма, напоминающая военные корабли начала XX века, сразу породили сравнения с боевыми кораблями «стелс».
В пресс-релизе также подчёркивалось, что владелец яхты Pelorus российский предприниматель Роман Абрамович не является заказчиком проекта Sigma. Однако, поскольку в это же время Pelorus проходил ремонт и переделку на той же верфи под руководством той же управляющей компании, продолжали ходить слухи об одном владельце обоих судов. О том, что яхта будет использоваться Мельниченко, стало известно лишь после передачи судна владельцу в июле 2008 года. Согласно заявлениям представителей Андрея Мельниченко, с 2022 года он более не имеет какого-либо отношения к яхте.

## Строительство и спуск на воду

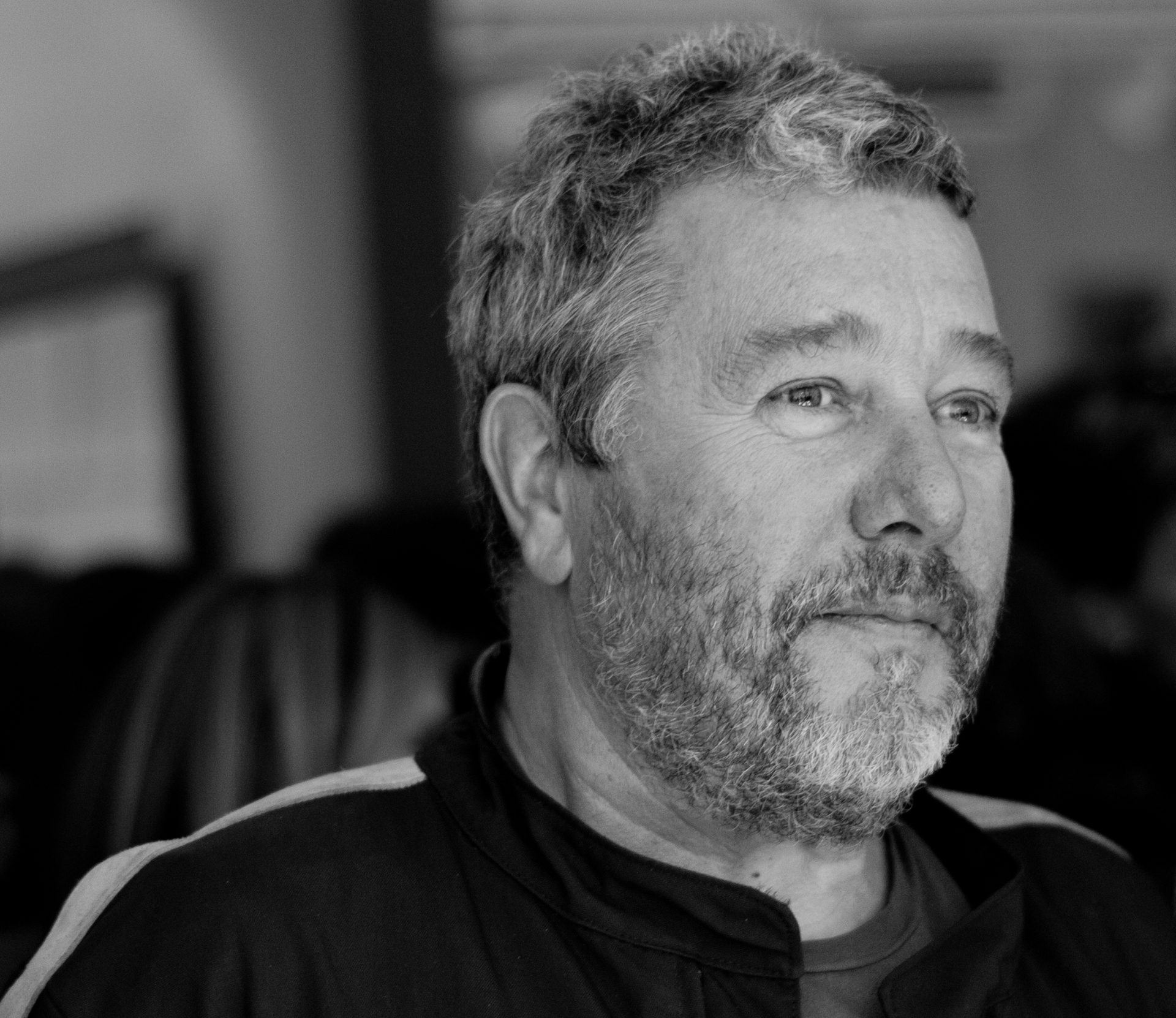
Дизайнер Филипп Старк разработал силуэт A

Проект Sigma получил заводской номер 970 (яхта стала 970-м судном, построенным Blohm + Voss), однако, поскольку верфь в Гамбурге была занята перестройкой Pelorus, строительство перенесли на верфь Howaldtswerke-Deutsche Werft (HDW), принадлежащее одному из дочерних предприятий Blohm + Voss — ThyssenKrupp Marine Systems.
Строительство продолжалось три года в обстановке строгой секретности. Впервые яхту показали в январе 2008 года. После спуска на воду яхта получила обозначение SF99, нанесённое на корму. Шесть недель спустя яхта снова вышла из дока для коротких ходовых испытаний в протоке рядом с верфью. И наконец, в марте яхта вышла из фьорда Киль на полномасштабные ходовые испытания в Балтийском море.
Перед передачей заказчику в мае 2008 года яхта была названа A. Имя отражает инициалы имён Андрея Мельниченко и его жены Александры. Газета Sunday Times предположила, что такое название было выбрано, «чтобы ничто не могло стоять выше в списке величайших судов».

## Технические особенности
A оснащена двумя 20-цилиндровыми дизельными двигателями MAN RK280 мощностью около 12 000 л. с. Максимальная скорость на полном ходу в штиль составляет около 23 узлов. На крейсерской скорости 19 узлов запас хода яхты составляет 6500 морских миль, которые она может преодолеть за 16 дней, потратив 750 000 литров топлива. При этом, по словам дизайнера Филиппа Старка, яхта практически не оставляет кильватерного следа.
Внутренняя отделка и оборудование яхты соответствует статусу подобных судов и включает множество дизайнерских находок и массу развлекательного оборудования.